# Сант-Элия-а-Пьянизи
Сант-Элия-а-Пьянизи (итал. Sant'Elia a Pianisi) — коммуна в Италии, располагается в регионе Молизе, в провинции Кампобассо.
Население составляет 2276 человек (2008 г.), плотность населения составляет 34 чел./км². Занимает площадь 67 км². Почтовый индекс — 86048. Телефонный код — 0874.
Покровителем коммуны почитается святой пророк Илия, празднование 20 июля.

## Демография
Динамика населения:

## Администрация коммуны
- Официальный сайт: http://www.comune.santeliaapianisi.cb.it/